# Václav Pačes
Václav Pačes (* 2. února 1942 Praha) je český biochemik, vysokoškolský pedagog, v letech 2005–2009 předseda Akademie věd České republiky. Mezi roky 2010–2012 byl předsedou Učené společnosti České republiky. Býval též předsedou dozorčí rady ČEZ, a. s.

## Vědecká činnost
Vystudoval biochemii na Přírodovědecké fakultě Univerzity Karlovy v Praze. V Ústavu molekulární genetiky Akademie věd České republiky studuje strukturu genomů.
Jeho skupina patřila mezi první, které přečetly úplnou dědičnou informaci nějakého organismu (1986). Objevil enzym zapojený do katabolismu rostlinného hormonu cytokininu. Je spoluautorem prvního českého syntetického genu. Publikoval více než 100 původních prací a podílel se na 5 knihách. Popularizuje svůj obor v tisku, rozhlase, televizi a na internetu.
Mezi jeho působiště patřily Yaleova univerzita, univerzity v Chicagu, Seville a v Bristolu, Ústav aplikované biochemie v Japonsku. Na Vysoké škole chemicko-technologické v Praze (VŠCHT) přednáší molekulární genetiku a genové inženýrství. Na této vysoké škole obdržel v roce 2012 čestný doktorát.

## Další aktivity
V březnu 2005 zvolen předsedou Akademie věd České republiky, když nahradil Helenu Illnerovou. V roce 2009 tuto funkci opustil a vystřídal jej Jiří Drahoš.
V říjnu 2006 byl zmíněn jako možný kandidát na předsedu úřednické vlády, která by dovedla Českou republiku k předčasným volbám. Občas byl zmiňován jako možný kandidát pro prezidentskou volbu v roce 2008.

### Energetika
Předsedal též komisi pro posouzení energetických potřeb ČR. Jednalo se o politicky ožehavé téma, neboť vláda se v koaliční smlouvě zavázala nestavět další jaderné elektrárny a respektovat územní limity těžby uhlí v severních Čechách. Pačes i další členové komise přiznali, že čelí silným tlakům rozmanitých zájmových skupin. Svá doporučení komise zveřejnila počátkem července 2008.
Býval též předsedou dozorčí rady ČEZ, a. s.

### Etický panel České televize
Generální ředitel České televize Petr Dvořák s účinností od 1. července 2012 jmenoval Václava Pačese členem Etického panelu České televize. 
V březnu 2024 spolu se všemi ostatními členy panelu ČT rezignoval na funkci, přičemž novému generálnímu řediteli Janu Součkovi ve společném dopise sdělili: „Naše představy o poslání Etického panelu ČT se významně odlišují od názoru, který na účet tohoto grémia máte Vy. Vzhledem k tomu, že bychom nebyli schopni vyhovět požadavkům, jež na tento panel kladete, rozhodli jsme se na členství v Etickém panelu ČT k 31. březnu rezignovat." Podle serveru Novinky.cz členové panelu rezignovali kvůli sporům se Součkem, které se týkaly moderátora Václava Moravce a reportéra domácí redakce Jiřího Hynka.

## Členství a funkce
- Bývalý předseda dozorčí rady ČEZ.
- Redaktor mezinárodního časopisu Research in Microbiology.
- Člen rad časopisů European Journal of Biochemistry a Chemické listy.
- Člen vědecké rady na Univerzitě Karlově, Vysoké škole chemicko-technologické v Praze a její Fakultě potravinářské a biochemické technologie.
- Předseda komise pro udílení hodnosti DSc. v oboru biochemie, biofyzika a molekulární biologie.
- Spoluzaložil a je členem Učené společnosti ČR.
- Byl zvolen do Evropské akademie věd a umění a Evropské molekulárně biologické organizace (EMBO).
- Opakovaně byl zvolen předsedou České společnosti pro biochemii a molekulární biologii.
- V roce 1989 získal Státní cenu za vědu, má cenu Československé akademie věd (ČSAV) a cenu ČSAV za popularizaci vědy.
- Byl ředitelem Ústavu molekulární genetiky Akademie věd České republiky.
- V letech 1993–1997 místopředseda Akademie věd České republiky.
- Na XXVI. zasedání Akademického sněmu byl zvolen předsedou Akademie věd České republiky.
- Od července 2012 je členem Etického panelu České televize.

## Publikační činnost
- počet publikací podle Web of Science: 99